# East Lavant
East Lavant – wieś w Anglii, w hrabstwie West Sussex, w dystrykcie Chichester. Leży 4 km na północ od miasta Chichester i 85 km na południowy zachód od Londynu.